# Moya Brennan
Moya Brennan ou Máire Brennan (Gaoth Dobhair, 4 de agosto de 1952) é uma cantora irlandesa, líder da banda Clannad. Tem desenvolvido alguns projetos solo e, no ano de 2000, publicou uma autobiografia denominada "The Other Side Of The Rainbow" (O outro lado do Arco-Íris).

## Família Brennan
O pai de Moya, Leo Ó Bhraonáin, em 1968, tornou-se proprietário de um pub (Leo's Tavern) localizado na vila  Min na Leice (Meenalech) . Antes de abrir o pub, porém, era o líder do grupo Slieve Foy Dance Band, na qual tocava acordeão e sax.
Sua mãe, Máire Uí Bhraonáin, conhecida como Baba , era organista em uma Igreja e lecionava piano na "Gweedore Comprehensive School" .
Os irmãos de Moya são: Enya, Leon, Ciarán, Deirdre, Pól, Olive, Bartley e Brídín.

## Discografia
Moya, no total de sua discografia com os Clannad e solo vendeu mais de 20 milhões de álbuns mundialmente.

### Álbuns
- Máire Brennan - 1992
- Misty Eyed Adventures - 1993
- Perfect Time - 1998
- Whisper To The Wild Water - 1999
- Two Horizons - 2003
- An Irish Christmas - 2005/2006
- Signature - 2006
- Heart Strings - 2008
- My Match Is A Makin' (with Cormac de Barra) - 2010
- T with the Maggies (with T with the Maggies) - 2010
- Voices & Harps (with Cormac de Barra) - 2011
- Affinity (with Cormac de Barra) - 2013
- Canvas - 2017

## Livros

### The Other Side Of The Rainbow[4]
Nesta autobiografia, Moya fala sobre sua renovação na fé cristã e a recuperação de seu amor-próprio, perdido durante o excesso de sucesso da banda Clannad. Além disso, conta fatos sobre a família Brennan. É de impressionar o quão honesto e aberto o livro fala sobre sua família. Todos os membros da família de Maire são mencionados frequentemente, incluindo Enya.
Também podemos acompanhar a trajetória da carreira do grupo Clannad desde seu humilde começo até o lançamento do álbum "Landmarks". Além disso, Marie conta sobre seus quatro álbuns que, até a data em que o livro foi publicado, haviam sido lançados.
Maire também inclui várias fotos raras das quais algumas incluem Enya. Em particular, três se destacam. A primeira mostra as 5 irmãs Brennan cantando juntas no bar do pai (Leo’s Tavern). A segunda mostra todos os Brennans em casa num dia de natal em 1995. A terceira trata-se das 5 irmãs Brennan cantando juntas no casamento do irmão Leon no dia 24 de março de 2000. Maire
e Enya estão dividindo um microfone.

### Ireland: Landscapes of God's Peace
Este livro parou de ser comercializado e, portanto, transformou-se em um artigo de colecionador.
Publicado original pela Tyndale nos EUA, o pacote contém o CD "Perfect Time" e um livro luxuosamente projetado e encadernado contendo poemas líricos das canções, paisagens irlandesas, orações celtas e pensamentos inspirados na paz.